# Весёлый (Минераловодский район)
Весёлый — хутор в составе Минераловодского района (городского округа) Ставропольского края России.

## География
Расстояние до краевого центра: 114 км. Расстояние до районного центра: 22 км.

## История
Лютеранский хутор Сороны (Сарона) основан в 1910 году. До 1917 года вместе с двумя другими немецкими населёнными пунктами — Мариебрунном и Розовкой — относился к Марьино-Колодцевской волости Александровского уезда Ставропольской губернии. По данным на 1927 год состоял из 56 дворов, основное население — немцы. В советское время в административном отношении входил в состав Марьино-Колодцевского сельсовета Минераловодского района Терского округа.
Хутор Весёлый до 2015 года находился в составе территории муниципального образования «Сельское поселение Марьино-Колодцевский сельсовет» Минераловодского района Ставропольского края.

## Население
| 1925 | 1926 | 1989 | 2002 | 2010 | 2014 |
| ---- | ---- | ---- | ---- | ---- | ---- |
| 227  | ↗271 | ↘161 | ↗174 | ↗176 | ↗200 |

По данным переписи 2002 года, 64 % населения — русские.